# Vladimir Korošec
Vladimir Korošec, slovenski strokovnjak za gozdarstvo, * 1. januar 1920, Laško, † 8. februar 1975, Maribor.
Korošec je leta 1946 diplomiral na gozdarski fakulteti v Zagrebu. Po diplomi se je do 1951 zaposlil na Ministrstvu za gozdastvo SRS v Ljubljani kot projektant gozdnih cest in žičnic. Leta 1951 se je preselil v Maribor, kjer je opravljal razna odgovorna dela v zvezi z gozdovi. Kot direktor in kasneje tehnični direktor Gozdnega gospodarstva Maribor je bil pobudnik pri načrtovanju in  gradnji cestnega omrežja ter žičnic v gozdovih na Pohorju.